# Tanze mit mir in den Morgen (Film)
Tanze mit mir in den Morgen ist ein österreichischer Schlagerfilm von Peter Dörre aus dem Jahr 1962. Die Hauptrollen sind mit Gerhard Wendland, Guggi Löwinger, Rex Gildo, Paul Hörbiger, Oskar Sima sowie Marianne Schönauer, Hans Richter und Evi Kent besetzt.

## Handlung
Johann Ebeseder steht seit 15 Jahren dem kleinen Wiener Thalia-Theater vor. In seinem Theater spielen unter anderem seine Enkelin Franziska, die er nach dem Tod der Mutter im Kindbett und dem Tod des Vaters im Krieg als Vollwaise zu sich genommen hat, und der junge Max, der für die Klavierbegleitung sorgt. Max’ Vater Wenzel und der alte Exseebär Zirbel halten sich gern im „Durstigen Fisch“ auf, dem Wirtshaus von Franz Biedermann. Franz steht in ständigem Streit mit Johann, der in den Theaterpausen selbst Essen verkauft und ihm so die Kunden vergrault. Auch mit seiner Tochter Daisy hat Franz Probleme, nutzt die doch einen Raum des Wirtshauses als Twistdisko.
Als der Ingenieur Stefan Breuer Johann eröffnet, dass sein Theater dem geplanten Donaupark weichen soll, der bis 1964 zur Internationalen Gartenschau errichtet sein soll, ist der entsetzt. Bei der abendlichen Lumpazivagabundus-Vorstellung klagt er Stefan vor dem dürftig versammelten Publikum als Kulturbanause an. Die wenigen treuen Zuschauer wollen die Schließung des Theaters verhindern, aber auch Stefan will im Rathaus prüfen lassen, ob Johann aufgrund der langen Nutzung besondere Rechte am Gebäude hat. Er erfährt jedoch, dass Johann nie eine Konzession für das Theater besessen hat und auch der Grund und Boden, auf dem das Theater steht, nicht ihm gehört. Franz frohlockt, den ungewollten Konkurrenten bald los zu sein, doch wird ihm eröffnet, dass der „Durstige Fisch“ genauso wie das Theater abgerissen werden wird. Die beiden Streithähne verbünden sich nun gegen die Verwaltung. Mit einem ausverkauften Haus am nächsten Wochenende wollen sie die Stadtoberen zum Einlenken bringen.
Während Franz, Johann und die treue Stammzuschauerin Amalia Karten für die geplante Aufführung der Blutigen Kunigunde verkaufen, hat die Jugend eine andere Idee: Sie will für den Abend einen Star engagieren, der die Zuschauermassen anziehen soll. Während einer Fernsehlivesendung entführen sie kurzerhand Gerhard Wendland und überzeugen ihn, am nächsten Wochenende im Thalia-Theater aufzutreten. Wendland verkündet dies in seiner Sendung und tatsächlich ist die Vorstellung am nächsten Wochenende ausverkauft. Neben einer kurzen Fassung der Blutigen Kunigunde sorgen Max und Daisy wie auch Gerhard Wendland mit Johann und seinen Mitstreitern mit ihrem Gesang für begeisterte Zuschauer. Die Freude währt jedoch nur kurz, da das Theater während der Vorstellung Feuer fängt und bis auf die Grundmauern abbrennt.
Als Johann später aus seiner Ohnmacht erwacht, sitzt vor ihm eine fremde Frau, die sich ihm als Frau Werner, die zweite Frau von Franziskas Vater, vorstellt. Der war nicht wie von Johann stets behauptet im Krieg gefallen, sondern in Kriegsgefangenschaft geraten und später nach Amerika ausgewandert. Inzwischen ist er verstorben, hat seine Frau jedoch kurz vor seinem Tod gebeten, nach Franziska zu suchen. Franziska hat sich längst mit Stefan verlobt und plant die gemeinsame Hochzeit. Stefan bringt Johann zudem weitere gute Nachrichten, hat der Bürgermeister Wiens ihm doch für seine besonderen Verdienste eine außerordentliche Theaterkonzession ausgestellt. Frau Werner wiederum schenkt Franziska und Stefan zur Hochzeit ein Salonschiff, auf dem weiterhin Theater gespielt werden kann und macht zur Voraussetzung, dass Johann dieses Theater leitet. Und weil Johann Franz Biedermann als Küchenchef des neuen Theaters anstellt, sind bei der ersten Jungfernfahrt des Theaterkahns alle zufrieden, zumal auch aus Daisy und Max endlich ein Paar geworden ist.

## Produktion, Veröffentlichung

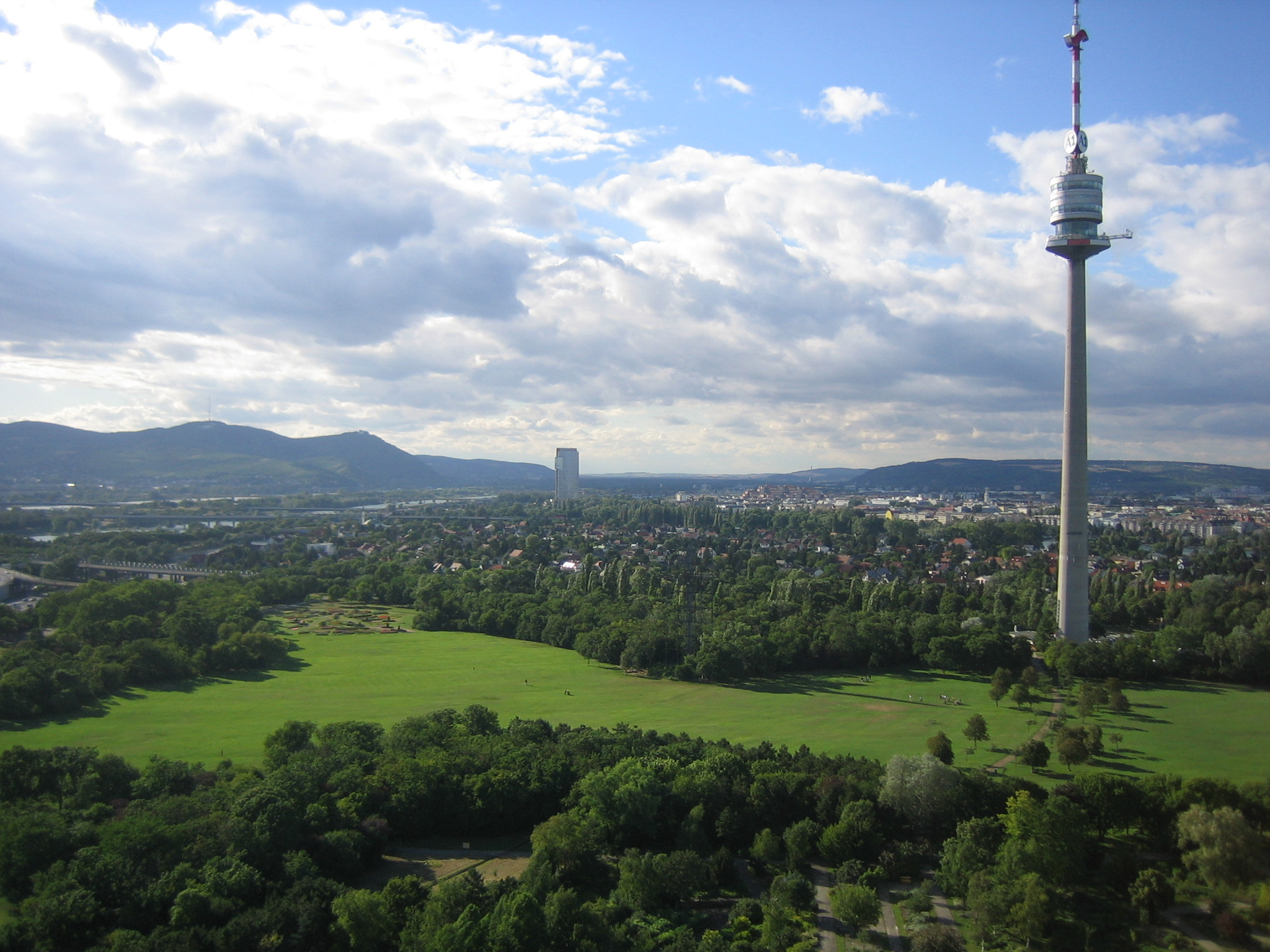
Der geplante Bau des Donauparks bildet den Grundkonflikt des Films

Tanze mit mir in den Morgen wurde in Wien und in den Rosenhügel-Filmstudios gedreht. Die Herstellungsleitung lag bei Paul Löwinger und Karl Spiehs. Konfliktgrundlage des Films war die Anlage des Donauparks, der wie im Film dargestellt bis 1964 zur Gartenausstellung vollendet sein sollte.
Als das im Film zitierte Showboat (Schlussszenen) diente der 1955 auf der Linzer Werft gebaute, noch heute (2022) im Einsatz stehende Eisbrecher MS Eisvogel. Fluss- bzw. Umgebungsaufnahmen (vorwiegend Auwald des linken Flussufers) wurden im Abschnitt Alberner Hafen–Rohrbrücke Mannswörth–Barbarabrücke gedreht. Die visuelle Einbindung der beiden noch jungen technischen Brückenbauwerke dürfte, so wie die thematisierte Anlage von Donaupark und internationaler Gartenschau, auf die Darstellung der Fortschrittlichkeit Wiens gezielt haben.
Im Film werden zahlreiche Schlager gesungen:
- Tanze mit mir in den Morgen – Gerhard Wendland
- Der Wiener Charme – Gerhard Wendland, Paul Hörbiger, Rudolf Carl, Joseph Egger
- Ein Wiedersehn an der Donau – Gerhard Wendland
- Wir beide sind allein – Rex Gildo
- Die goldenen Jahre – Udo Jürgens, Evi Kent
- Weißer Flieder aus Wien – Gerhard Wendland
- Lach-Jodler – Kurt Großkurth, Franzl Lang
- Hämmerchen-Polka – Chris Howland
- Ich seh’ es jedem Mann an den Augen an – Dany Mann
- Pagare, Pagare – Ines Taddio
- Carolin, Carolina – Peter Beil
- Eine Rose aus Santa Monica – Carmela Corren
- Daisy – Udo Jürgens
- Auf meiner Ranch – Peter Hinnen
- Liebling, du brauchst kein Make up – Georges Dimou

Der Film erlebte am 13. August 1962 seine Premiere und am 7. September 1962 in Wien seine österreichische Erstaufführung. In Finnland wurde er am 14. Juni 1963 unter dem Titel Tanssi kanssani aamuun veröffentlicht. Der englische Titel lautet Dance with Me Into the Morning.
Studiocanal/Kinowelt brachte Tanze mit mir in den Morgen am 23. Juni 2006 auf DVD heraus. Außerdem ist der Film auf der von Studiocanal am 7. November 2008 herausgegebenen DVD „Ein Wiedersehen mit … Udo Jürgens“ zusammen mit dem Film Siebzehn Jahr, blondes Haar enthalten.

## Kritik
Das Lexikon des internationalen Films nannte Tanze mit mir in den Morgen eine „billige, schlagerdurchweichte Unterhaltung.“
Cinema bezeichnete Tanze mit mir in den Morgen als „Musikposse“.
Die Wiener Kommunalpolitik und ihre Leistungen werden im Film als außerordentlich positiv dargestellt. Dies kann damit erklärt werden, als die Produktionsfirma der Unternehmensgruppe der Stadt Wien angehört.